# 台町 (八王子市)
台町（だいまち）は、東京都八王子市の地名。現行行政地名は台町一丁目から四丁目。住居表示は実施済み区域。郵便番号は193-0931（八王子南郵便局管区）。

## 地理
八王子市東部、JR中央本線西八王子駅の南東、散田丘陵の北に位置する。西八王子南口一帯が商業地帯になっているのに対し、南部の丘陵地帯は住宅地となっている他、富士森公園や八王子実践中学校・高等学校などがあり、文教地区としての機能も持つ。東で上野町、西で散田町、南で緑町、北で小門町・追分町・千人町と隣接する。

### 地価
住宅地の地価は、2014年（平成26年）1月1日の公示地価によれば、台町4-32-17の地点で19万6000円/m2となっている。

## 歴史

### 沿革
- 慶長年間、横山村に横山宿を建設した際、宿の南方の地域が新横山村となる。
- 1882年（明治15年）- 町村分合により八王子新横山町と改称。
- 1889年（明治22年）4月1日 - 町村制施行により八王子町成立。これまでの八王子新横山町の町域を新横山町とする。
- 1912年（大正元年）10月1日 - 町名改正により新横山町の一部が分立し台町となる。
- 1917年（大正6年）9月1日 - 八王子町が市制施行。八王子市台町となる。
- 1972年（昭和47年）7月1日 - 住居表示を実施。台町1～4丁目、散田東町（1981年3月1日、散田東町から散田町1丁目）に変更。

## 世帯数と人口
2017年（平成29年）12月31日現在の世帯数と人口は以下の通りである。
| 丁目       | 世帯数    | 人口    |
| ---------- | --------- | ------- |
| 台町一丁目 | 963世帯   | 2,050人 |
| 台町二丁目 | 965世帯   | 2,178人 |
| 台町三丁目 | 1,269世帯 | 2,795人 |
| 台町四丁目 | 1,428世帯 | 2,800人 |
| 計         | 4,625世帯 | 9,823人 |

## 小・中学校の学区
市立小・中学校に通う場合、学区は以下の通りとなる。
| 丁目       | 番地   | 小学校               | 中学校               | 通学許可校           |
| ---------- | ------ | -------------------- | -------------------- | -------------------- |
| 台町一丁目 | 1〜5番 | 八王子市立第三小学校 | 八王子市立第六中学校 | 八王子市立第七小学校 |
| 台町一丁目 | その他 | 八王子市立第七小学校 | 八王子市立第六中学校 | 八王子市立第三小学校 |
| 台町二丁目 | 1番    | 八王子市立第七小学校 | 八王子市立第七中学校 | 八王子市立第六中学校 |
| 台町二丁目 | その他 | 八王子市立第七小学校 | 八王子市立第七中学校 |                      |
| 台町三丁目 | 1〜3番 | 八王子市立第七小学校 | 八王子市立第七中学校 | 八王子市立第六中学校 |
| 台町三丁目 | その他 | 八王子市立第七小学校 | 八王子市立第七中学校 |                      |
| 台町四丁目 | 全域   | 八王子市立第七小学校 | 八王子市立第七中学校 |                      |

## 交通

### バス
- 京王電鉄バス
  - 八王子駅南口 - 富士森公園 - 西八王子駅南口 - グリーンヒル寺田・法政大学
  - 八王子駅南口 - 信松院 - 西八王子駅南口
  - 八王子駅南口 - 富士森公園 - 上大船・法政大学・東京家政学院

### 道路
- 東京都道・神奈川県道506号八王子城山線

## 施設

### 教育
- 八王子実践中学校・高等学校（台町一丁目）
- 八王子実践幼稚園（台町一丁目）
- 東京都立八王子拓真高等学校（旧・東京都立第二商業高等学校）（台町三丁目）
- 東京都立八王子盲学校（台町三丁目）
- 東京都立八王子特別支援学校（台町三丁目）
- 八王子市立第七小学校（台町四丁目）
- 八王子学園八王子高等学校・中学校（台町四丁目）
- 東京都立多摩職業能力開発センター八王子校

### 郵便局・金融機関
- 八王子台町郵便局（台町四丁目）
- きらぼし銀行西八王子支店（台町四丁目）

### 商業
- クリエイトエス・ディー八王子台町店（台町二丁目）
- 業務スーパー台町店（台町二丁目）
- スーパーアルプス台町店（台町三丁目）
- カラオケ館（旧シダックス)（台町四丁目）
- BASEL（バーゼル）富士森公園店
- すし銚子丸八王子店

### 病院
- 東京都立八王子小児病院（台町四丁目）
  - 2010年東京都立梅ヶ丘病院と統合し、府中市に移転、小児総合医療センターが開設される予定である。
  - 跡地には八王子市小児・障害メディカルセンター（仮称）が2011年（平成23年）4月に開設する予定である。運営は島田療育センターに委託される。[7]

### 公園・神社・寺院
- 富士森公園（台町二丁目）
- 浅間神社（台町二丁目）
- 信松院（台町三丁目）